# Prospekt Bolchevikov (métro de Saint-Pétersbourg)
Prospekt Bolchevikov (en russe : Проспе́кт Большевико́в) est une station de la ligne 4 du Métro de Saint-Pétersbourg. Elle est située dans le raïon de la Neva à Saint-Pétersbourg en Russie.
Mise en service en 1985, elle est desservie par les rames de la ligne 4 du métro de Saint-Pétersbourg.

## Situation sur le réseau

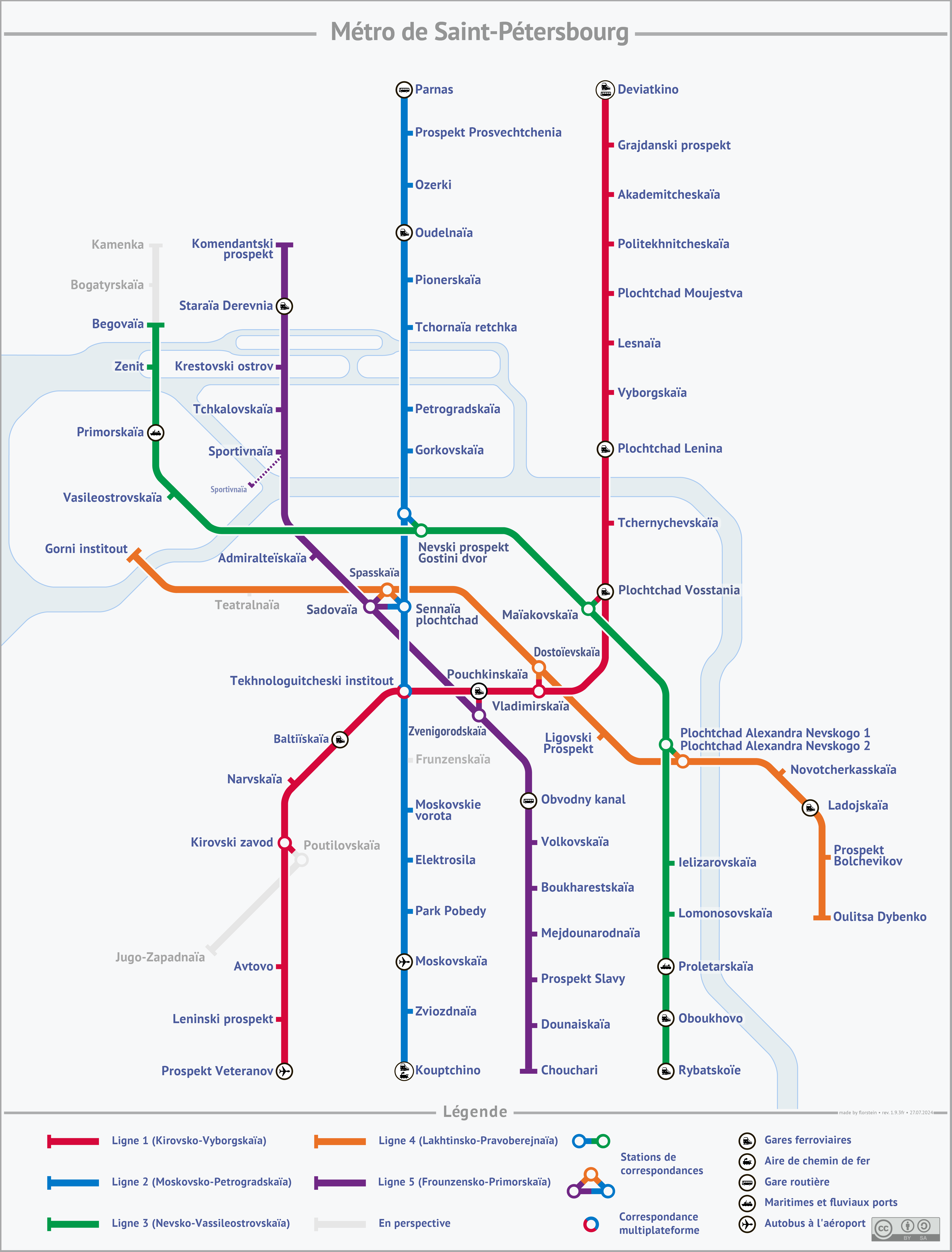
Plan du métro.

Établie en souterrain, à 68 mètres de profondeur,'Prospekt Bolchevikov est une station de passage de la ligne 4 du métro de Saint-Pétersbourg. Elle est située entre la station Ladojskaïa, en direction du terminus ouest Spasskaïa, et la station Oulitsa Dybenko terminus est.
La station dispose d'un quai central encadré par les deux voies de la ligne.

## Histoire
La station Prospekt Bolchevikov est mise en service le 30 décembre 1985, lors de l'ouverture à l'exploitation de la première section de la ligne de Plochtchad Alexandra Nevskogo 2 à Prospekt Bolchevikov.
Après avoir été une station de terminus pendant deux ans, elle devient une simple station de passage le 1er octobre 1987, lors de l'ouverture du prolongement suivant jusqu'au nouveau terminus Oulitsa Dybenko.

## Services aux voyageurs

### Accès et accueil
La station dispose d'un pavillon d'accès en surface, en relation avec le quai par un tunnel en pente équipé de quatre escaliers mécaniques et prolongé par un couloir avec un escalier fixe.

### Desserte
Prospekt Bolchevikov  est desservie par les rames de la ligne 4 du métro de Saint-Pétersbourg.

Installations
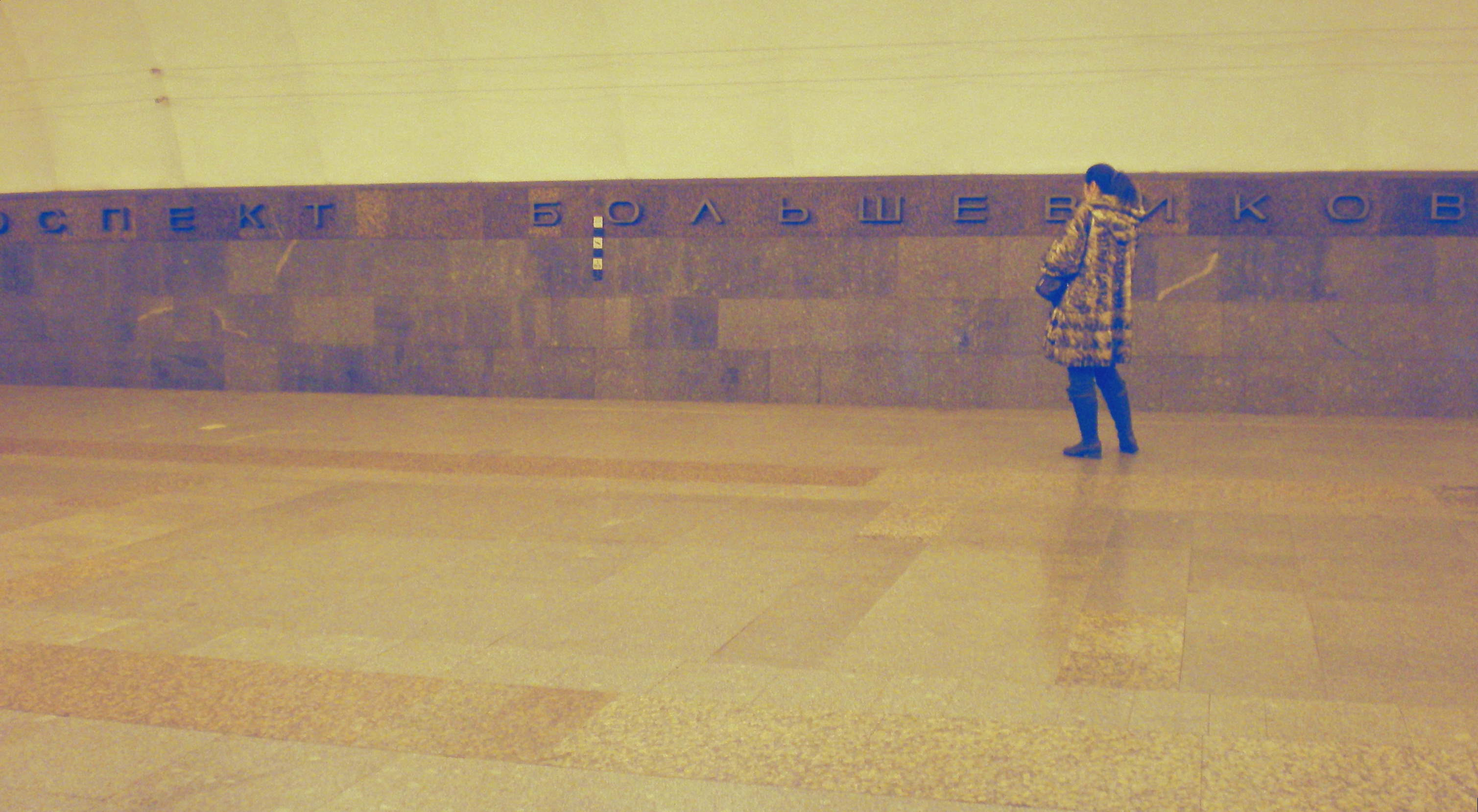
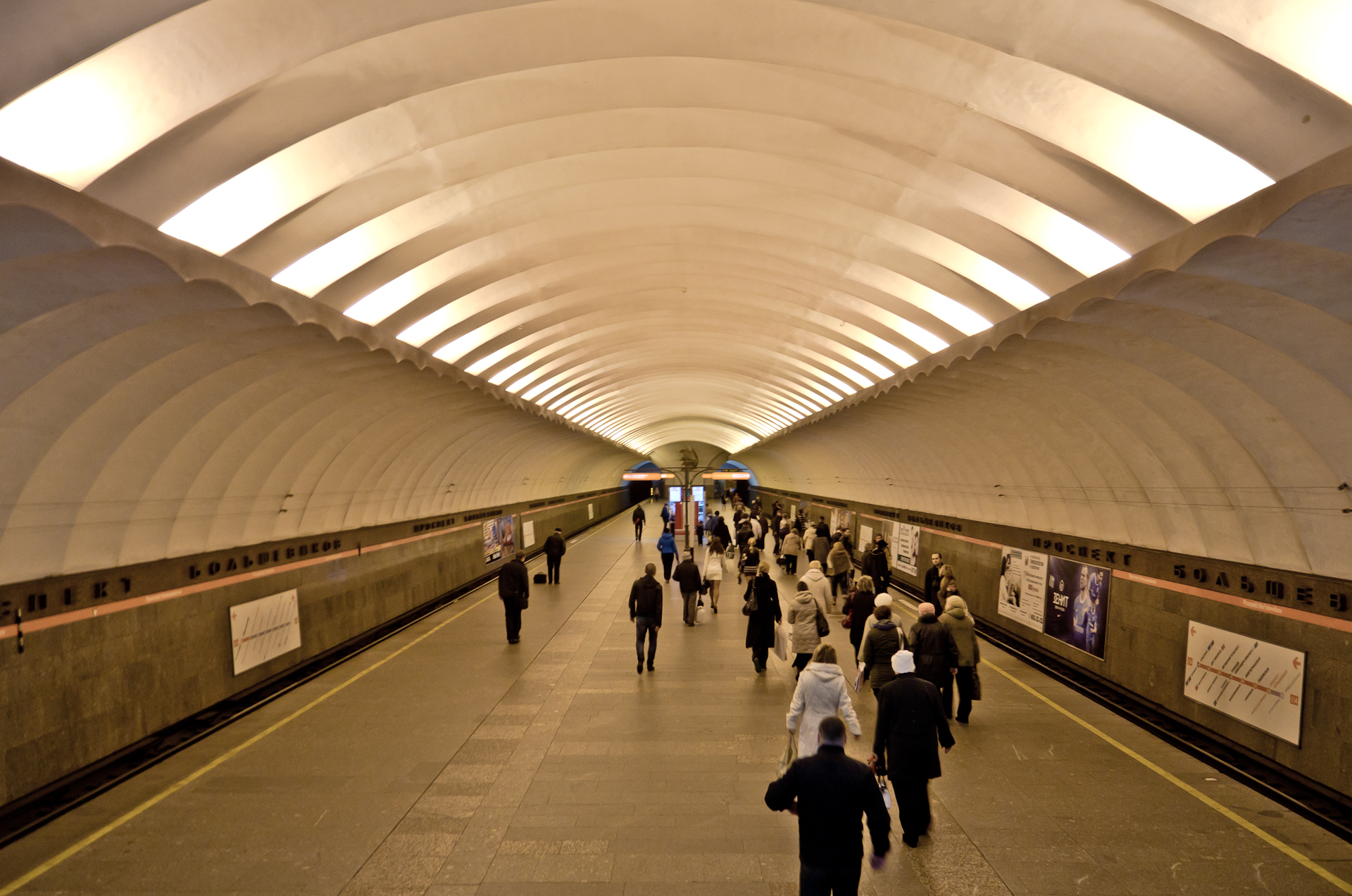

### Intermodalité
À proximité : une station du tramway de Saint-Pétersbourg est desservie par les lignes A, 10, 27, 65 ; une station des trolleybus de Saint-Pétersbourg est desservie par les lignes 28, 33, 43 ; et des arrêts de bus sont desservis par de nombreuses lignes.

## À proximité
- Palais de glace Saint-Pétersbourg